# Dan Curtis (homme politique)
Dan Curtis, né en 1966, est un homme politique canadien.

## Biographie
Il est élu maire de Whitehorse au Yukon avec 2 375 votes contre ses quatre adversaires Rick Karp avec 1 100 votes, Bernie Phillips avec 988 votes, Scott Howell avec 587 votes et Mandeep Sidhu avec 480 votes lors des élections municipales du mercredi 18 octobre 2012.
Lors de l'élection yukonnaise du mardi 11 octobre 2011, il fait campagne en vue d'obtenir un siège à l'Assemblée législative sous la barrière du Parti libéral du Yukon. Il termine en troisième place contre Jan Stick dans une course à trois dans Riverdale-Sud.
À l'élection municipale du jeudi 15 octobre 2015, il est réélu maire de Whitehorse avec 5 030 votes contre ses deux adversaires Wilf Cartier, 907 et Mandeep Sidhu, 470,.
En février 2021, il est investi par le Parti libéral pour être candidat aux élections générales yukonnaises, auxquelles il arrive deuxième avec 29% des voix.